# 1978年のスポーツ
- 年度別スポーツ記事一覧

1978年のスポーツでは、1978年（昭和53年）のスポーツ関連の出来事についてまとめる。
1978年前後：1977年のスポーツ - 1978年のスポーツ - 1979年のスポーツ

## できごと
- 2月18日 - 第1回ハワイ・トライアスロン大会開催。
- 3月12日 - 日本バレーボールリーグ男子、日本鋼管が5年ぶり王座奪還。
- 4月16日 - 日本初の女性だけのフルマラソン大会（多摩湖、第1回タートル女性マラソン大会）開催。
- 4月30日 - 植村直己、世界初の単独北極点到達。
- 5月22日 - 若三杉勝則、横綱免許。
- 8月9日 - 工藤政志がエディ・ガソに勝利し、新王者となった（WBA世界ジュニアミドル級）[1]。
- 8月30日 - 読売ジャイアンツの王貞治が800号本塁打を達成した。
- 10月12日 - 西武グループの国土計画がプロ野球チームのクラウンライター・ライオンズを買収、球団名は西武ライオンズとなり、本拠地も福岡市から埼玉県所沢市に移転することが発表される。
- 10月16日 - 青木功、ゴルフ・世界マッチプレー選手権で日本男子ゴルフ海外初優勝。
- 11月21日 - ユネスコ第20回総会で「体育・スポーツに関する国際憲章」採択。

## 総合競技大会
- 第9回冬季ユニバーシアード（チェコスロバキア・スピンドリルフムリン・2月5日～12日）
- 第8回アジア競技大会（バンコク・12月9日～20日） - 日本の獲得メダル:金70、銀59、銅49
- 第33回やまびこ国体（冬季スケート - 長野県・1月22日～25日、冬季スキー - 長野県・2月19日～22日、夏季 - 長野県・9月10日～13日、秋季 - 長野県・10月15日～20日）
天皇杯順位:優勝 長野県、第2位 東京都、第3位 青森県
皇后杯順位:優勝 長野県、第2位 東京都、第3位 大阪府

## アイスホッケー
- スタンレーカップ決勝（1977-1978シーズン）
モントリオール・カナディアンズ （4勝2敗） ボストン・ブルーインズ

## アメリカンフットボール
- 第12回スーパーボウル（1月15日）
ダラス・カウボーイズ(NFC) 27-10 デンバー・ブロンコス(AFC)

## 競馬
- 皐月賞（4月16日）ファンタスト
- 天皇賞（春）4月29日）グリーングラス
- オークス（5月21日) ファイブホープ
- 日本ダービー（5月28日) サクラショウリ

## ゴルフ

### 世界4大大会（男子）
- マスターズ優勝者：ゲーリー・プレーヤー（南アフリカ）
- 全米オープン優勝者：アンディ・ノース（アメリカ）
- 全英オープン優勝者：ジャック・ニクラス（アメリカ）
- 全米プロゴルフ優勝者：ジョン・マハフィー（アメリカ）

ゴルフメジャー大会「9勝」を挙げたG・プレーヤーの、最後のメジャー大会優勝がこの年のマスターズだった。通算9勝はベン・ホーガンと並ぶ歴代4位タイ記録。

## サッカー
- ワールドカップ決勝（アルゼンチン・6月25日）
アルゼンチン 3-1 オランダ
- 第57回天皇杯全日本サッカー選手権大会決勝
フジタ工業 4-1 ヤンマーディーゼル
- 日本サッカーリーグ
1部優勝：三菱重工業
2部優勝：本田技研工業

## 自転車競技

### トラックレース
- 世界選手権トラック競技（西ドイツ・ミュンヘン）
プロスクラッチ優勝：中野浩一（2連覇）

### ロードレース
- 第61回ジロ・デ・イタリア
総合優勝：ヨハン・デ・ミュインク（ベルギー）
- 第65回ツール・ド・フランス
総合優勝：ベルナール・イノー（フランス）

## テニス

### グランドスラム
- 全仏オープン　男子単優勝：ビョルン・ボルグ（スウェーデン）、女子単優勝：バージニア・ルジッチ（ルーマニア）
- ウィンブルドン　男子単優勝：ビョルン・ボルグ（スウェーデン）、女子単優勝：マルチナ・ナブラチロワ（チェコスロバキア）
- 全米オープン　男子単優勝：ジミー・コナーズ（アメリカ）、女子単優勝：クリス・エバート（アメリカ）
- 全豪オープン　男子単優勝：ギレルモ・ビラス（アルゼンチン）、女子単優勝：クリス・オニール（オーストラリア）

ナブラチロワがついに宿願の4大大会初優勝を達成、シングルス通算「18勝」の大記録はここから始まった。エバートは全米オープン4連覇。

## バスケットボール
- NBAファイナル（1977-1978シーズン）
ワシントン・バレッツ（東） （4勝3敗） シアトル・スーパーソニックス（西）

## ボクシング
- 工藤政志がエディ・ガソに勝利し、新チャンピオンになった。

## ラグビー
- 第15回日本ラグビーフットボール選手権大会（国立霞ヶ丘競技場陸上競技場・1月15日）
トヨタ自動車工業 20-10 明治大学

## 誕生
- 1月4日 - カリーヌ・ルビ（フランス、スノーボード）
- 1月11日 - 浜口京子（東京都、レスリング）
- 1月14日 - ショーン・クロフォード（アメリカ、陸上競技）
- 1月18日 - アレクセイ・イグナショフ（ベラルーシ、キックボクシング）
- 1月18日 - ブライアン・ファルケンボーグ（アメリカ、野球）
- 1月24日 - 明神智和（兵庫県、サッカー）
- 1月28日 - ジャンルイジ・ブッフォン（イタリア、サッカー）
- 2月25日 - 中澤佑二（埼玉県、サッカー）
- 3月8日 - 須藤元気（東京都、格闘家）
- 3月14日 - ピーター・ファン・デン・ホーヘンバンド（オランダ、水泳）
- 3月15日 - 田村隆信（徳島県、競艇）
- 3月18日 - 霜鳥典雄（新潟県、相撲）
- 3月18日 - 竹下佳江（福岡県、バレーボール）
- 3月21日 - 姫路麗（大阪府、ボウリング）
- 3月23日 - 川畑宏美（福井県、バスケットボール）
- 3月29日 - 小野澤宏時（静岡県、ラグビー）
- 3月29日 - セバスチャン・グロージャン（フランス、テニス）
- 4月3日 - 池田浩二（愛知県、競艇）
- 4月5日 - 船山弓枝（北海道、カーリング）
- 4月5日 - フランシスカ・ファン・アルムジック（ドイツ、水泳）
- 4月13日 - カルレス・プジョル（スペイン、サッカー）
- 4月17日 - 山口智（高知県、サッカー）
- 4月24日 - 宮沢正史（山梨県、サッカー）
- 4月29日 - ボブ・ブライアン、マイク・ブライアン（アメリカ、テニス）［双子の兄弟］
- 5月3日 - 為末大（広島県、陸上競技）
- 5月6日 - 小野剛（大分県、野球）
- 5月8日 - 佐藤敦之（福島県、マラソン）
- 5月8日 - 川尻達也（茨城県、格闘家）
- 5月11日 - 潮丸元康（静岡県、相撲）
- 5月12日 - 尾上健司（神奈川県、バレーボール）
- 5月13日 - バリー・ジト（アメリカ、野球）
- 5月15日 - 井上康生（宮崎県、柔道）
- 5月18日 - リカルド・カルヴァーリョ（ポルトガル、サッカー）
- 5月18日 - 矢野通（東京都、プロレス）
- 5月19日 - ズルジーニョ（ブラジル、格闘家）
- 5月23日 - 北嶋秀朗（千葉県、サッカー）
- 5月29日 - 山本正人（愛知県、ラグビー）
- 5月31日 - 熊谷皇紀（福岡県、ラグビー）
- 6月3日 - 森高一真（香川県、競艇）
- 6月4日 - 小林宏之（埼玉県、野球）
- 6月9日 - ミロスラフ・クローゼ（ドイツ、サッカー）
- 6月17日 - 内柴正人（熊本県、柔道）
- 6月19日 - ダーク・ノヴィツキー（ドイツ、バスケットボール）
- 6月20日 - フランク・ランパード（イングランド、サッカー）
- 6月24日 - 中村俊輔（神奈川県、サッカー）
- 6月24日 - フアン・ロマン・リケルメ（アルゼンチン、サッカー）
- 7月2日 - トゥット（ブラジル、サッカー）
- 7月3日 - 野口みずき（三重県、マラソン）
- 7月4日 - エミール・ムペンザ（ベルギー、サッカー）
- 7月5日 - 曽田雄志（北海道、サッカー）
- 7月10日 - 武田勝（愛知県、野球）
- 7月12日 - 石井義人（埼玉県、野球）
- 7月17日 - 甲斐祐之（宮崎県、バレーボール）
- 7月21日 - 岩崎恭子（静岡県、水泳）
- 7月23日 - 山本貴司（大阪府、水泳）
- 7月27日 - 伊藤宏樹（愛媛県、サッカー）
- 7月28日 - 森野将彦（神奈川県、野球）
- 8月4日 - ドゥエイン・ラドウィック（アメリカ、格闘家）
- 8月7日 - 髙橋信二（岡山県、野球）
- 8月10日 - 勝浦正樹（千葉県、競馬）
- 8月12日 - 垣添徹（大分県、相撲）
- 8月12日 - 栗原徹（茨城県、ラグビー）
- 8月16日 - 菊地孝平（北海道、競艇）
- 8月23日 - コービー・ブライアント（アメリカ、バスケットボール）
- 8月26日 - 関本賢太郎（奈良県、野球）
- 8月30日 - クリフ・リー（アメリカ、野球）
- 9月6日 - 澤穂希（東京都、サッカー）
- 9月12日 - 重成一人（香川県、競艇）
- 9月19日 - マリアノ・プエルタ（アルゼンチン、テニス）
- 9月20日 - ジェイソン・ベイ（カナダ、野球）
- 9月21日 - ダグ・ハウレット（ニュージーランド、ラグビー）
- 9月22日 - 五味隆典（神奈川県、格闘家）
- 10月2日 - 新井田豊（神奈川県、ボクシング）
- 10月3日 - 安美錦竜児（青森県、相撲）
- 10月7日 - ファン・ランダエタ（ベネズエラ、ボクシング）
- 10月11日 - 日下部基栄（福岡県、柔道）
- 10月14日 - 武田久（徳島県、野球）
- 10月14日 - 江口真紀（熊本県、バスケットボール）
- 10月23日 - ジョン・ラッキー（アメリカ、野球）
- 10月25日 - 安英学（東京都、サッカー）
- 10月31日 - マルティン・フェルカーク（オランダ、テニス）
- 11月3日 - 武幸四郎（滋賀県、競馬）
- 11月9日 - オルガ・ブルスニキナ（ロシア、シンクロナイズド・スイミング）
- 11月16日 - 谷原秀人（広島県、ゴルフ）
- 11月16日 - 大西将太郎（大阪府、ラグビー）
- 11月27日 - ジミー・ロリンズ（アメリカ、野球）
- 11月28日 - 長塚智広（茨城県、競輪）
- 11月29日 - アレッサンドロ・フェイ（イタリア、バレーボール）
- 12月4日 - イーグル・デーン・ジュンラパン（タイ、ボクシング）
- 12月8日 - 四宮洋平（神奈川県、ラグビー）
- 12月9日 - ガストン・ガウディオ（アルゼンチン、テニス）
- 12月14日 - パティ・シュナイダー（スイス、テニス）
- 12月20日 - 村田一誠（新潟県、競馬）
- 12月20日 - 矢野良子（徳島県、バスケットボール）
- 12月21日 - ディッキー・ゴンザレス（プエルトリコ、野球）
- 12月25日 - 高橋みゆき（山形県、バレーボール）
- 12月26日 - 菅山かおる（宮城県、バレーボール）

## 死去
- 1月3日 - 三宅大輔（東京都、野球、*1893年）
- 1月7日 - ジョージ・バーンズ（アメリカ、野球、*1893年）
- 1月14日 - ハロルド・エイブラハムス（イギリス、陸上競技、*1899年）
- 1月28日 - ラリー・レインズ（アメリカ、野球、*1930年）
- 3月12日 - テレサ・ウェルド（アメリカ、フィギュアスケート、*1893年）
- 3月20日 - ジャック・ブルニョン（フランス、テニス、*1895年）
- 4月9日 - ビビアン・マグラス（オーストラリア、テニス、*1916年）
- 5月2日 - マッチ・ラード（フィンランド、ノルディックスキー、*1911年）
- 5月6日 - エセルダ・ブレーブトリー（アメリカ、水泳、*1902年）
- 5月31日 - ボジク・ヨージェフ（ハンガリー、サッカー、*1925年）
- 6月12日 - 原田武一（岡山県、テニス、*1899年）
- 7月29日 - ウンベルト・ノビレ（イタリア、探検家、*1885年）
- 8月27日 - ホセ・マヌエル・モレノ（アルゼンチン、サッカー、*1916年）
- 9月6日 - マックス・デキュジス（フランス、テニス、*1882年）
- 9月8日 - リカルド・サモラ（スペイン、サッカー、*1901年）
- 10月10日 - ラルフ・メトカーフ（アメリカ、陸上競技、*1910年）
- 10月20日 - グンナー・ニルソン（スウェーデン、レーシングドライバー、*1948年）
- 11月24日 - 大松博文（香川県、バレーボール、*1921年）